# Trinajstkotnik
Trinajstkotnik (s tujko tudi tridekagon ali triskaidekagon) je mnogokotnik s 13-timi stranicami, 13-timi oglišči in 13-timi notranjimi koti. Schläflijev simbol trinajstkotnika je {13}. Coxeter-Dinkinov diagram je . Njegova simetrijska grupa je diedrska (D13). Notranji kot je  približno 152,308°.

## Sorodni mnogokotniki
Trinajststrani zvezdni mnogokotnik se imenuje triskaidekagram. Znanih je pet pravilnih oblik s Schläflijevimi simboli {13/2}, {13/3}, {13/4}, {13/5}, {13/6}.
.

## Konstrukcija
Pravilnega trinajstkotnika ne moremo narisati samo s šestilom in ravnilom. 
Lahko pa ga narišemo z neuzično konstrukcijo (beseda izvira iz grške besede νεῦσις oziroma νεύειν neuein, kar pomeni nagnjen proti). Ta način konstrukcije so uporabljali že starogrški matematiki.

### Petriejevi mnogokotniki
Pravilni trinajskotnik je Petriejev mnogokotnik za več razsežne politope, projicirane s poševno projekcijo vključno od A12, kar je družina 12-simpleksa. 
| A12 | 12-simpleks | Dopolnjeni 12-simpleks | Dvojno dopolnjeni 12-simpleks | Trojno dopolnjeni 12-simpleks | Štirikratno dopolnjeni 12-simpleks | Petkratno dopolnjeni 12-simpleks |